# José Luis Vanegas
José Luis Vanegas Hernández (Bogota, 26 mei 1970) is een Colombiaans voormalig professioneel wielrenner.

## Belangrijkste overwinningen
1997
- Eindklassement Ruta México

1999
- Eindklassement Ruta México
- 6e etappe Ronde van Táchira

2001
- 11e etappe Ronde van Costa Rica

2003
- 3e etappe Ronde van Guatemala